# Liste der Bürgermeister von Heppenheim

Wappen Heppenheims

Die Liste der Bürgermeister von Heppenheim listet alle Bürgermeister der Stadt Heppenheim (Bergstraße) auf, die nach dem Erlass der Hessischen Gemeindeverfassung im Jahre 1821 amtiert haben. Seit 1924 wird das Bürgermeisteramt von einem Berufsbürgermeister ausgeübt.
Seit 2011 ist Rainer Burelbach (CDU) Bürgermeister.
| Amtszeit                 | Bürgermeister                  |
| ------------------------ | ------------------------------ |
| 1821–1842                | Gottfried Piersch              |
| 1843–1852                | Georg Neff                     |
| 1853–1863                | Gottfried Piersch              |
| 1864–1869                | Georg Hamel                    |
| 1870–1874                | Johann Friedrich Weis          |
| 1874–1887                | Lorenz Keßler                  |
| 1887–1910                | Wilhelm Höhn                   |
| 1910–1913                | Ludwig Lorenz Kohl             |
| 1914–1924                | Anton Philipp Wiegand          |
| 1925–1937                | Karl Schiffers (Zentrum/NSDAP) |
| 1937–1945                | Walter Köhler (NSDAP)          |
| 1945                     | Gustav König                   |
| 1945–1946                | Jakob Fleck (SPD)              |
| 1946–1948                | Karl Hagen (CDU)               |
| 1948–1954                | Otto Holzamer (FDP)            |
| 1954–1973                | Wilhelm Metzendorf (parteilos) |
| 1973–1987                | Hans Kunz (CDU)                |
| 1987–2005                | Ulrich Obermayr (CDU)          |
| 2005–30. August 2011     | Gerhard Herbert (SPD)          |
| ab dem 1. September 2011 | Rainer Burelbach (CDU)         |